# Francesco Anniballi
Francesco Anniballi (Roma, 7 giugno 1941 – Roma, 27 gennaio 1992) è stato un attore e stuntman italiano.

## Biografia
È stato un attore caratterista che rappresentava spesso il tipico "energumeno" romano, e per questa sua particolarità ha lavorato soprattutto con Tomas Milian in film polizieschi e in diverse occasioni anche accanto a Nino Manfredi, Bud Spencer e Adriano Celentano; nel film I nuovi mostri è il parrocchiano che prende la sberla da Gassman.
Alla fine degli anni ottanta prosegue la sua attività di segretario di produzione lasciando la carriera di attore, salvo qualche saltuaria eccezione; l'ultimo film a cui prese parte poco prima della morte fu Parenti serpenti, nel quale ebbe il ruolo di un operaio stradale che si nota a inizio pellicola e per pochi istanti.
Il ruolo più noto è stato quello del perfido Domizio, uno dei poveri e numerosi figli di Nino Manfredi in Brutti, sporchi e cattivi.
Il 27 gennaio 1992 muore per mano di uno sconosciuto che lo uccide sparandogli; nel tentativo di sfuggire al suo assassino, viene ferito mortalmente alla schiena e alla gamba sinistra. L'attore aveva 51 anni, il movente e il colpevole del delitto rimangono ignoti.

## Filmografia

### Cinema
- Una nuvola di polvere... un grido di morte... arriva Sartana, regia di Giuliano Carnimeo (1970)
- Sacco e Vanzetti, regia di Giuliano Montaldo (1971)
- Il sindacalista, regia di Luciano Salce (1972)
- Vogliamo i colonnelli, regia di Mario Monicelli (1973)
- Sono stato io!, regia di Alberto Lattuada (1973)
- L'altra faccia del padrino, regia di Franco Prosperi (1973)
- Il gatto mammone, regia di Nando Cicero (1975)
- Spogliamoci così, senza pudor..., regia di Sergio Martino (1976)
- Brutti, sporchi e cattivi, regia di Ettore Scola (1976)
- Basta che non si sappia in giro, regia di Luigi Comencini, Luigi Magni e Nanni Loy (1976)
- Napoli si ribella, regia di Michele Massimo Tarantini (1977)
- Poliziotto sprint, regia di Stelvio Massi (1977)
- Squadra antitruffa, regia di Bruno Corbucci (1977)
- Napoli spara!, regia di Mario Caiano (1977)
- Taxi Girl. regia di Michele Massimo Tarantini (1977)
- I nuovi mostri, regia di Dino Risi (1977)
- Primo amore, regia di Dino Risi (1978)
- Squadra antimafia, regia di Bruno Corbucci (1978)
- Corleone, regia di Pasquale Squitieri (1978)
- Lo chiamavano Bulldozer, regia di Michele Lupo (1978)
- I gabbiani volano basso, regia di Giorgio Cristallini (1978)
- Assassinio sul Tevere, regia di Bruno Corbucci (1979)
- Squadra antigangsters, regia di Bruno Corbucci (1979)
- Dottor Jekyll e gentile signora, regia di Steno (1979)
- Sabato episodio di Sabato, domenica e venerdì, regia di Sergio Martino (1979)
- Speed Cross, regia di Stelvio Massi (1979)
- Il casinista, regia di Pier Francesco Pingitore (1980)
- Delitto a Porta Romana, regia di Bruno Corbucci (1980)
- Il bisbetico domato, regia di Castellano e Pipolo (1980)
- Uno contro l'altro, praticamente amici, regia di Bruno Corbucci (1981)
- Occhio alla penna, regia di Michele Lupo (1981)
- Innamorato pazzo, regia di Castellano e Pipolo (1981)
- La settimana al mare, regia di Mariano Laurenti (1981)
- La sai l'ultima sui matti?, regia di Mariano Laurenti (1982)
- Attenti a quei P2, regia di Pier Francesco Pingitore (1982)
- Sturmtruppen 2 - Tutti al fronte regia di Salvatore Samperi (1982)
- Sfrattato cerca casa equo canone, regia di Pier Francesco Pingitore (1983)
- Delitto al Blue Gay, regia di Bruno Corbucci (1984)
- Mezzo destro mezzo sinistro - 2 calciatori senza pallone, regia di Sergio Martino (1985)
- Mamma Ebe, regia di Carlo Lizzani (1985)
- Amici miei - Atto IIIº, regia di Nanni Loy (1985)
- Parenti serpenti, regia di Mario Monicelli (1992)

### Televisione
- Tutti in palestra, regia di Vittorio De Sisti – miniserie TV (1987)

## Doppiatori italiani
- Aldo Barberito in Squadra antitruffa
- Gianni Marzocchi in Taxi Girl
- Sergio Fiorentini in I nuovi mostri
- Luciano De Ambrosis in Squadra antimafia
- Max Turilli in Delitto al Blue Gay
- Franco Odoardi in Amici miei - Atto IIIº